# Heminicsara jacobii
Heminicsara jacobii är en insektsart som beskrevs av Heinrich Hugo Karny 1912. Heminicsara jacobii ingår i släktet Heminicsara och familjen vårtbitare. Inga underarter finns listade i Catalogue of Life.